# Walking to New Orleans
Walking to New Orleans est une chanson de Bobby Charles, écrite pour Fats Domino et enregistrée par ce dernier en juin 1960.

## Histoire
Fats Domino avait déjà enregistré Before I Grow Too Old de Bobby Charles. Quand Domino, au cours d'une tournée, passa par Lafayette (Louisiane), il invita Charles dans sa loge, et au cours de la conversation, invita Charles à venir le voir à La Nouvelle-Orléans. Charles répondit qu'il n'avait pas de voiture et qu'il devrait marcher pour y aller. La phrase lui resta dans l'esprit et il écrivit la chanson en quinze minutes.
Lors de sa visite à La Nouvelle-Orléans, Charles chanta Walking to New Orleans à Domino. Domino fut enthousiaste et fit quelques modifications, comme ajouter une citation de Ain't That a Shame. Dave Bartholomew fit l'orchestration, et Domino enregistra avec l'orchestre de Bartholomew au studio de Cosimo Matassa (en), sur Rampart Street.
Après l'enregistrement, Bartholomew décida de réenregistrer une section de cordes du New Orleans Symphony. L'usage des cordes classiques était peu répandu aux débuts du rock 'n' roll. Domino fut un peu surpris quand Bartholomew lui fit entendre la version avec les cordes, mais en apprécia la "douce mélancolie". Les cordes furent arrangées par Milton Bush, tromboniste et arrangeur du studio de Cosimo Matassa (en). Bush écrivit l'arrangement debout en dix minutes sous la supervision de Domino. Il fit simplement répéter aux cordes la mélodie de la phrase précédente.  Domino demanda alors à Bush combien il voulait être payé pour l'arrangement ; Bush réclama un dollar par minute, soit dix dollars. La chanson se vendit au-delà de deux millions de copies. Le disque fut un sucès, sur le label Imperial Records, qui atteignit la sixième place sur le pop chart et la deuxième du R&B chart.